# Флаг Суворовского района
Флаг муниципального образования Суво́ровский район Тульской области Российской Федерации — опознавательно-правовой знак, служащий официальным символом муниципального образования.
Флаг утверждён 27 февраля 2006 года и внесён в Государственный геральдический регистр Российской Федерации с присвоением регистрационного номера 2260.
Флаг составлен на основании герба Суворовского района по правилам и соответствующим традициям геральдики и отражает исторические, культурные, социально-экономические, национальные и иные местные традиции.

## Описание
«Флаг Суворовского района представляет собой прямоугольное полотнище с отношением ширины к длине 2:3, разделённое по горизонтали на две равные полосы — красную и зелёную; посередине — белое с серыми тенями и с чёрными фигурками (горностаевыми хвостами в геральдической стилизации) изображение льва с жёлтыми когтями и языком, с жёлтым зигзагом молнии в лапе и со щитом, несущим изображение фонтана».

## Обоснование символики
Район расположен в западной части Тульской области. Как административно-хозяйственная единица возник в послевоенный период. Несмотря на свою молодость район имеет свои характерные черты.
Изображение льва, держащего в лапах громовую стрелу и щит, созвучно с историческим гербом города Лихвина (ныне город Чекалин), расположенного на территории Суворовского района.
Изображение громовой стрелы указывает на Черепетскую ГРЭС.
Тарч (круглый щит) с голубым фонтаном показывает богатые запасы района высокоэффективной лечебной минеральной воды — «Краинская». Щит и фонтан аллегорически подтверждают целебные свойства воды, направленные на защиту здоровья людей.
Голубой цвет и две струи на щите символизируют место слияния рек Упы и Оки.
Горностаевый мех — геральдический символ благородства.
Красный цвет символ мужества, самоотверженности, геройства, красоты и жизни.
Жёлтый цвет (золото) символизирует прочность, великодушие, богатство, урожай, жизненную энергию.
Зелёный цвет — символ природы, надежды, здоровья, экологии.
Голубой цвет (лазурь) — символ славы, чести, возвышенных устремлений, чистого неба и водных просторов.

## См. также

Флаги муниципальных образований Суворовского района
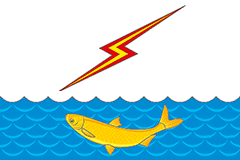
Флаг МО город Суворов